# Točak i osovina
Točak i osovina je mašina koji se sastoji od točka pričvršćenog za manju osovinu tako da ova dva dela zajedno rotiraju čime se sila prenosi sa jednog na drugi. Šarka ili ležaj podupiru osovinu, omogućavajući rotaciju. Ova mašina može pojačati silu; mala sila primenjena na periferiju velikog točka može pomerati veći teret pričvršćen za osovinu.
Točak i osovina se mogu posmatrati kao verzija poluge, sa pogonskom silom koja se tangencijalno primenjuje na obod točka, odnosno silom opterećenja primenjenom na osovinu, koji su uravnoteženi oko šarke koja je tačka oslonca. Mehanička prednost točka i osovine je odnos rastojanja od uporišnog mesta do primenjenih opterećenja, ili što je ista stvar odnosa prečnika točka i osovine. Glavna primena je u vozilima na točkovima, u kojima se točak i osovina koriste za smanjenje trenja vozila pri kretanju po zemlji. Drugi primeri uređaja koji koriste točak i osovinu su motovila, remenski pogoni i zupčanici.

## Istorija
Kulturi Halafa od 6500–5100 pne se pridaju zasluge za najraniji prikaz vozila na točkovima, mada je to sporno, jer nema dokaza da su Halafijci koristili vozila na točkovima ili čak keramička kola.
Jedna od prvih primena točka bilo je grnčarsko kolo, koje su praistorijske kulture koristile za izradu glinenih lonaca. Najraniji tip, poznat kao „turnete” ili „spori točkovi”, bio je poznat na Bliskom Istoku od 5. milenijuma pre nove ere. Jedan od najranijih primera otkriven je u Tepe Pardisu u Iranu i datiran je u 5200–4700 pne. Oni su napravljeni od kamena ili gline i pričvršćeni su za zemlju pomoću klina u sredini, ali je za okretanje bio neophodan znatan napor. Pravi lončarski točkovi, koji se slobodno vrte i imaju točak i osovinski mehanizam, razvijeni su u Mesopotamiji (Irak) do 4200–4000 pne. Najstariji sačuvani primer, koji je pronađen u Uru (današnji Irak), datira od oko 3100. pne.
Dokazi o vozilima na točkovima pojavili su se krajem 4. milenijuma pre nove ere. Prikazi zaprežnih kola na točkovima pronađeni na piktografima sa glinenih ploča u okrugu Eana u Uruku, u sumerskoj civilizaciji Mesopotamije, i datirani su na između 3700–3500 pne. U drugoj polovini 4. milenijuma pne, dokazi o vozilima na točkovima pojavili su se gotovo istovremeno na Severnom Kavkazu (Majkopska kultura) i Istočnoj Evropi (Cucutensko-Tripilijanska kultura). Prikazi vozila na točkovima pojavili su se između 3500. i 3350. pne na Bronočiškom glinenom loncu iskopanom u naselju Kulture levkastog pehara na jugu Poljske. U obližnjoj Olšanici napravljena su vrata širine 2,2 m za ulazak u zaprežnih kola; ova štala je bila dugačka 40 m i imala je troje vrata. Preživjeli dokazi o kombinaciji točak-osovina iz Stare Gmajne kod Ljubljane u Sloveniji (drveni [[Ljubljana Marshes Wheel|točak Ljubljanskemočvare]) datirani su u okviru dve standardne devijacije na 3340–3030 pne, a osovina na 3360–3045 pne. Poznate su dva tipa ranog neolitskog evropskog točka i osovine; obodnoalpski tip konstrukcije zaprežnih kola (točak i osovina se rotiraju zajedno, kao na Ljubljanskom močvarnom točku), i tip Badenske kulture u Mađarskoj (osovina se ne okreće). Oba su datirana na oko 3200–3000 pne. Istoričari veruju da je došlo do širenja vozila na točkovima sa Bliskog Istoka u Evropu oko sredine 4. milenijuma pre nove ere.
Rani primer drvenog točka i njegove osovine pronađen je 2002. godine na Ljubljanskim močvarama oko 20 km južno od Ljubljane, glavnog grada Slovenije. Prema radiougljeničnom datiranju, on je star između 5.100 i 5.350 godina. Taj točak je bio napravljen od jasena i hrasta i imao je radijus od 70 cm, a osovina je bila dugačka 120 cm i izrađena od hrasta.
U rimskom Egiptu, Heron od Aleksandrije identifikovao je točak i osovinu kao jednu od jednostavnih mašina koje se koriste za dizanje tegova. Smatra se da je ona bila u obliku vitla koje se sastojalo od ručice ili remenice povezane na cilindričnu cev koja pruža mehaničku prednost za navijanje užeta i podizanje tereta kao što je kanta iz bunara.
Točak i osovinu su renesansni naučnici identifikovali kao jednu od šest jednostavnih mašina, sledeći stavove iz grčkih tekstova o tehnologiji.

## Mehaničke prednosti
Jednostavna mašina zvana točak i osovina se odnosi na sklop koji čine dva diska, ili cilindra, različitih prečnika montirani tako da se zajedno rotiraju oko iste ose. Tanak štap koji treba okrenuti naziva se osovina, a širi predmet pričvršćen za osovinu, na koji se primenjuje silu, naziva se točak. Tangencijalna sila primenjena na obod velikog diska može vršiti veću silu na teret pričvršćen za osovinu, postižući mehaničku prednost. Kada se koristi kao točak vozila na točkovima, manji cilindar je osovina točka, dok kada se koristi u vitlu, čekrku i drugim sličnim primenama (pogledajte srednjovekovni rudarski lift desno), manji cilindar može biti odvojen od postavljene osovine u ležajevima. On se ne može koristiti odvojeno.
Pod pretpostavkom da točak i osovina ne rasipaju i ne skladište energiju, odnosno da nemaju trenje ili elastičnost, ulazna snaga sile koja se primenjuje na točak mora biti jednaka izlaznoj snazi na osovini. Kako se sistem točkova i osovina okreće oko ležajeva, tačke na obodu ili ivici točkova pomeraju se brže od tačaka na obimu ili ivici osovine. Zbog toga sila koja se primenjuje na ivicu točka mora biti manja od sile koja se primenjuje na ivicu osovine, jer je snaga proizvod sile i brzine.
Neka su a i b rastojanja od središta ležaja do ivica točka A i osovine B. Ako je ulazna sila  primenjena na ivicu točka A i sila  na ivici osovine B je izlaz, tada je odnos brzina tačaka A i B dat sa a/b, te je odnos izlazne sile prema ulaznoj sili, ili mehanička prednost dat sa
{\displaystyle MA={\frac {F_{B}}{F_{A}}}={\frac {a}{b}}.}
Mehanička prednost jednostavne mašine poput točka i osovine izračunava se kao odnos otpora prema naporu. Što je veći odnos to je veće umnožavanje stvorene sile (obrtnog momenta) ili postignutog rastojanja. Variranjem radijusa osovine i/ili točka, može se postići bilo koja mehanička prednost. Na ovaj način, veličina točka može se povećati do nepodesne mere. U ovom slučaju se koristi sistem ili kombinacija točkova (često zupčastih, odnosno zupčanika). Kako su točak i osovina vrsta poluge, sistem točkova i osovina je poput složene poluge.

### Idealna mehanička prednost
Mehanička prednost točka i osovine bez trenja se naziva idealna mehanička prednost (IMA). Ona se izračunava pomoću sledeće formule:
{\displaystyle \mathrm {IMA} ={F_{\text{out}} \over F_{\text{in}}}={\mathrm {Radius} _{\text{wheel}} \over \mathrm {Radius} _{\text{axle}}}}

### Stvarna mehanička prednost
Svi stvarni točkovi imaju frikciju, čime se gubi deo snage na toplotu. stvarna mehanička prednosti (AMA) točka i osovine se izračunava pomoću sledeće formule:
{\displaystyle \mathrm {AMA} ={F_{\text{out}} \over F_{\text{in}}}=\eta \cdot {\mathrm {Radius} _{\text{wheel}} \over \mathrm {Radius} _{\text{axle}}}}
gde je
{\displaystyle \eta ={P_{\text{out}} \over P_{\text{in}}}} efikasnost točka, odnost izlazne i ulazne snage.

## Literatura
- Basic Machines and How They Work, United States. Bureau of Naval Personnel, Courier Dover Publications 1965, pp. 3–1 and following preview online
- „wheel”. Online Etymology Dictionary. Архивирано из оригинала 3. 7. 2017. г. Приступљено 28. 3. 2007.
- Tunis, Edwin (2002). Wheels: A Pictorial History.
- V. Gordon Childe (1928). New Light on the Most Ancient East.
- D.T. Potts (2012). A Companion to the Archaeology of the Ancient Near East.
- Moorey, Peter Roger Stuart (1999) [1994]. Ancient Mesopotamian Materials and Industries: The Archaeological Evidence. Winona Lake, IN: Eisenbrauns. стр. 146. ISBN 978-1-57506-042-2. Архивирано из оригинала 17. 10. 2017. г. Приступљено 26. 10. 2017.
- Hans J.J.G. Holm: The Earliest Wheel Finds, Their Archeology and Indo-European Terminology in Time and Space, and Early Migrations around the Caucasus. Archaeolingua Alapítvány, Budapest, 2019,  978-963-9911-34-5
- Attema, P. A. J.; Los-Weijns, Ma; Pers, N. D. Maring-Van der (децембар 2006). „Bronocice, Flintbek, Uruk, Jebel Aruda and Arslantepe: The Earliest Evidence Of Wheeled Vehicles In Europe And The Near East”. Palaeohistoria. University of Groningen. 47/48: 10—28 (11). ISBN 9789077922187. Архивирано из оригинала 22. 8. 2020. г. Приступљено 1. 5. 2019.
- Anthony, David A. (2007). The horse, the wheel, and language: how Bronze-Age riders from the Eurasian steppes shaped the modern world. Princeton, NJ: Princeton University Press. стр. 67. ISBN 978-0-691-05887-0.
- Velušček, A.; Čufar, K. and Zupančič, M. (2009) "Prazgodovinsko leseno kolo z osjo s kolišča Stare gmajne na Ljubljanskem barju", pp. 197–222 in A. Velušček (ed.). Koliščarska naselbina Stare gmajne in njen as. Ljubljansko barje v 2. polovici 4. tisočletja pr. Kr. Opera Instituti Archaeologici Sloveniae 16. Ljubljana.
- Fowler, Chris; Harding, Jan and Hofmann, Daniela (eds.) (2015). The Oxford Handbook of Neolithic Europe. Архивирано из оригинала 29. 12. 2016. г. Приступљено 27. 09. 2020. Oxford University Press Oxford.  0-19-166688-2.
- Attema, P. A. J.; Los-Weijns, Ma; Maring-Van der Pers, N. D. (децембар 2006). „Bronocice, Flintbek, Uruk, Jebel Aruda and Arslantepe: The Earliest Evidence of Wheeled Vehicles in Europe and the Near East”. Palaeohistoria. University of Groningen. 47/48: 10—28 (19—20). ISBN 9789077922187. Архивирано из оригинала 22. 8. 2020. г. Приступљено 1. 5. 2019.

## Spoljašnje veze
- „American Heritage Dictionary Entry: wheel”. Houghton Mifflin Harcourt Publishing Company. Архивирано из оригинала 20. 07. 2013. г. Приступљено 26. 11. 2012.